# Josef Loschmidt

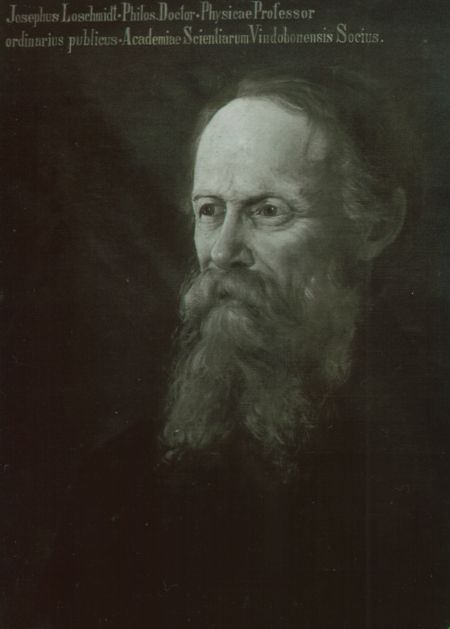
Josef Loschmidt

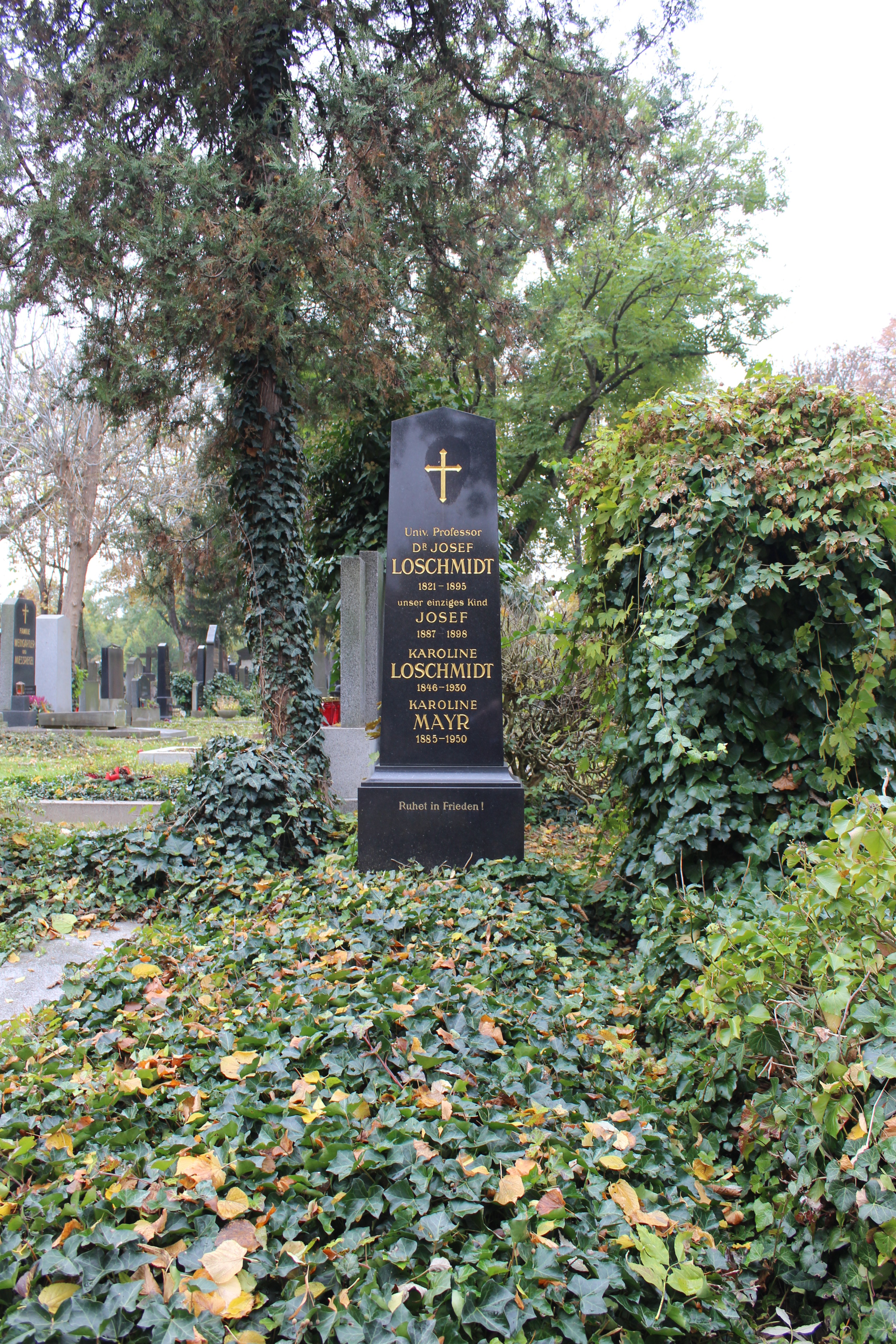
Grab Josef Loschmidts auf dem Wiener Zentralfriedhof

Johann Josef Loschmidt (tschechisch auch: Jan Josef Loschmidt) (* 15. März 1821 in Putschirn, Königreich Böhmen, Kaisertum Österreich; † 8. Juli 1895 in Wien, Österreich-Ungarn) war ein österreichischer Physiker und Chemiker.

## Leben
Josef Loschmidt (er verwendete zeitlebens nur seinen zweiten Vornamen und ist auch in der Literatur nur als Josef oder Joseph Loschmidt bekannt) wurde als Kind armer Kleinbauern in Putschirn bei Karlsbad geboren: Der Vater Anton Loschmidt bewohnte den kleinen Hof Nr. 10 in Putschirn und verdiente seinen Lebensunterhalt als Schneider und durch die Landwirtschaft, die Mutter Maria Anna, geb. Peterl, war eine Häuslerstochter. Auf Anraten des Priesters Adalbert Czech erhielt er eine Ausbildung, die ihn nach der Schulzeit am Piaristenkloster in Schlackenwerth (1833 bis 1837) nach Prag führte, wo er 1839 auf die deutschsprachige Universität ging. Hier kam er mit Franz Serafin Exner, Professor für Philosophie in Prag in Berührung. Auf den Vorschlag Exners hin versuchte Loschmidt mathematische Modelle auf psychologische Fragen anzuwenden. Zwar schlug dieses Projekt fehl, doch wurde Loschmidt dadurch ein guter Mathematiker. 1841 ging er nach Wien, wo er 1846 in Physik und Chemie vom Polytechnischen Institut graduierte. Nachdem es ihm nicht gelungen war, eine wissenschaftliche Stelle zu finden, arbeitete er zuerst in einer Stahlfabrik, bevor er in Wien eine Firma zur Herstellung von Kaliumnitrat gründete. Diese Firma ging aber bankrott, woraufhin er ab 1856 als Lehrer bei einer Wiener Realschule arbeitete. 1866 erhielt er eine Anstellung an der Universität Wien, wo er bereits 1868 Assistenzprofessor wurde, bevor er von 1872 bis 1891 Professor für physikalische Chemie war. Er war außerdem ein Lehrer von Ludwig Boltzmann.
Im Alter von 66 Jahren heiratete Loschmidt seine langjährige Lebensgefährtin und Haushälterin Karoline Mayr (1846–1930). Kurze Zeit darauf, 1887, wurde Loschmidts „(unser) einziges Kind“ (Grabsteininschrift) Josef geboren, das nach dem Vater benannt, allerdings noch im Kindesalter 1898 verstarb. Das ehrenhalber gewidmete Grabmal der Familie befindet sich auf dem Wiener Zentralfriedhof (56B-2-23). Als 4., zuletzt gestorbene Person ist am Grabstein eine „Karoline Mayr (1885–1950)“ genannt, die also 2 Jahre vor dem Sohn geboren worden ist. 
Im Jahr 1953 wurde in Wien-Floridsdorf (21. Bezirk) die Loschmidtgasse nach ihm benannt. In Berlin-Charlottenburg wurde eine Straße nach ihm benannt. 2010 wurde der Große Hörsaal II der Chemischen Institute der Universität Wien in Joseph-Loschmidt-Hörsaal umbenannt.

## Leistungen
Er forschte auf den Gebieten der Thermodynamik, Elektrodynamik und Optik und über Kristallformen. 1861 machte er erstmals Vorschläge für die Konstitution des Benzols als ringförmige Struktur.
1865 bestimmte er – auf gaskinetischer Grundlage – zum ersten Mal die Größe der Luftmoleküle. Damit war er gleichzeitig in der Lage, erstmals die später nach ihm benannte Loschmidt-Konstante zu berechnen, die zur heute gebräuchlichen Avogadro-Konstante umgerechnet werden kann.
In seinem Werk „Chemische Studien. Constitutions-Formeln der organischen Chemie in graphischer Darstellung“ (erschienen 1861) beschrieb Loschmidt 368 (davon 121 aromatische) Moleküle mit Hilfe seiner „Constitutionsformeln“, diese sind bis heute für Chemiker sehr gut verständlich und zeigen die räumliche Orientierung der Atome. Seine Formeln zeigen Doppel- und Dreifachbindungen mit entsprechender Anzahl der Striche, so wie es heutzutage noch üblich ist. Auch enthalten sind Formeln für Ozon und das – erst 21 Jahre später offiziell von August Freund entdeckte – Cyclopropan. Loschmidt schrieb, dass für Phenylringe vermutlich ähnliche Konstitutionen anzunehmen seien wie für Cyclopropan, also wusste er vermutlich vom ringförmigen Aussehen des Benzols. August Kekulé kannte Loschmidts „Constitutionsformeln“, bevor er seine Version des Aufbaus des Benzolringes veröffentlichte, deshalb sind einige Historiker der Meinung, dass Kekulé mindestens seine Inspiration für den Aufbau des Benzols aus Loschmidts Werk habe.

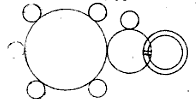
Schema von „Benzoylwasserstoff“ (Benzaldehyd) aus Loschmidts Chemischen Studien (1861)

## Ehrungen
- Wegen seiner Leistungen wurde ihm die Mitgliedschaft der Wiener Akademie der Wissenschaften verliehen.

- 1995 gab die österreichische Postverwaltung anlässlich des 100. Todestages von Josef Loschmidt eine Sonderpostmarke mit Nennwert ATS 20,- heraus.[3]

- Gedenktafel aus hellem Stein mit Büste im Rundbogen, Text, an der Universität Wien.

- Gedenkplakette am Geburtshaus in Pocerny 10 (Putschirn).

- Bronzeplakette (gestaltet von Ferdinand Welz) mit Porträt am Haus Wien, Lacknergasse 79, seiner letzten Wohnstätte (1890–1895).

- Porträt und Erinnerungstafel (Bronze, geschaffen von Mikos Armulidis, Ostrov) am ehemaligen Piaristenkloster in Ostrov nad Ohří  (deutsch: Schlackenwerth), wo er zur Schule ging (1833–1837). Enthüllt am 4. Oktober 2003.[4][5]

- Grabstein am Ehrengrab in Wien.[6]

## Werke
- 1861: Chemische Studien, Constitutions-Formeln der organischen Chemie in graphischer Darstellung. Loschmidt finanzierte die Herausgabe des Buches selber, da er zu diesem Zeitpunkt nicht sehr bekannt war. Die wichtigsten Kapitel dieses Werkes wurden später von Richard Anschütz auf Grund ihrer Bedeutung erneut herausgegeben.
- 1865: Zur Grösse der Luftmolecüle[2]